# Нова Буда (Житомирський район)
Нова́ Бу́да — село в Україні, у Потіївській сільській територіальній громаді Житомирського району Житомирської області. Населення становить 209 осіб.

## Історія
Село засноване в другій  половині XVII століття.. Дата першої згадки - 1774 рік. 
7 листопада 1921 р. під час Листопадового рейду через Нову Буду проходила кінна сотня Антончика Подільської групи (командувач Сергій Чорний) Армії Української Народної Республіки. Тут козаки взяли в полон командира взводу та 11 бійців московських військ. Командира і 2-х бійців було розстріляно, решту — відпущено.
1 березня 2022 року у результаті авіаудару внаслідок російської збройної агресії проти України зазнала пошкоджень будівля дерев'яної церкви, що датується 1900 роком.